# Kościół św. Józefa Robotnika w Stańsku
Kościół pw. św. Józefa Robotnika w Stańsku – rzymskokatolicki kościół filialny w Stańsku, w powiecie słubickim, w województwie lubuskim.

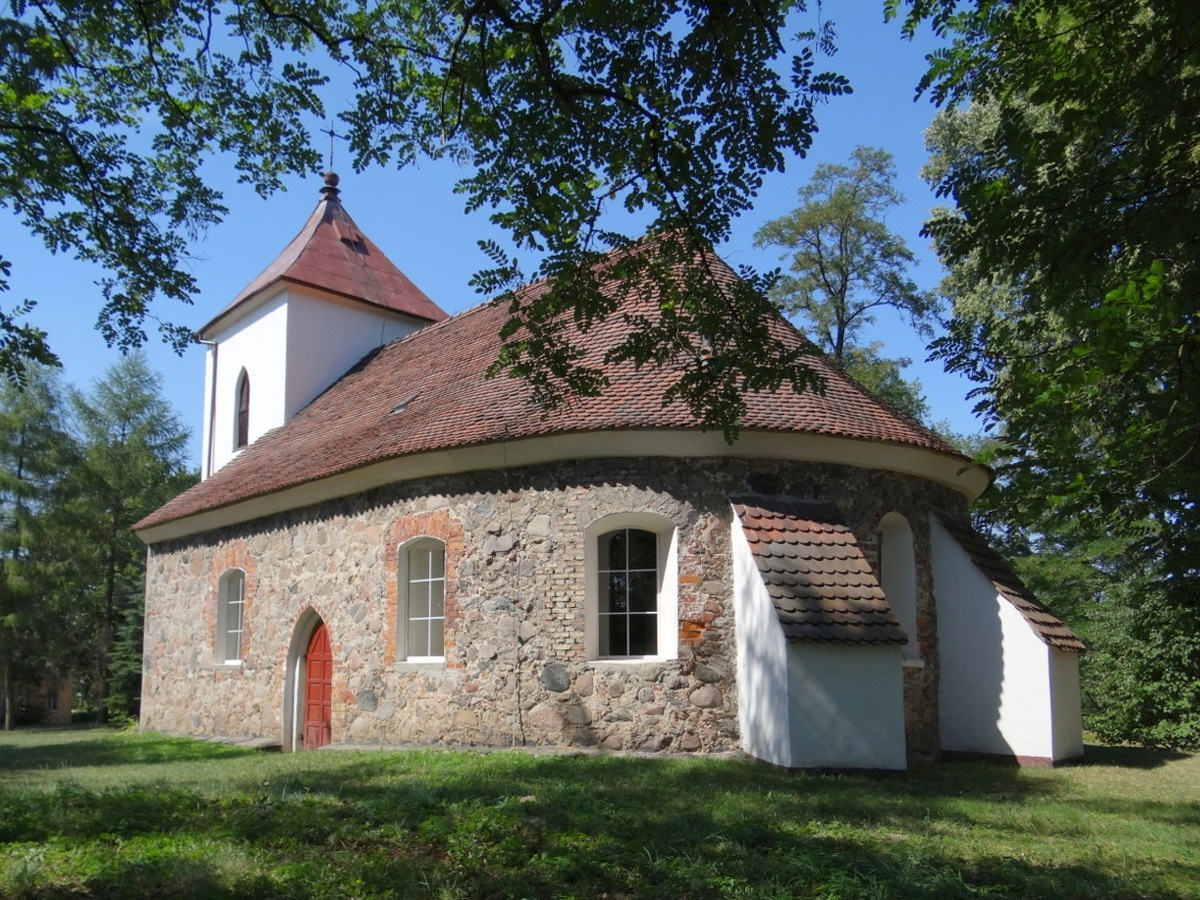
Kościół św. Józefa Robotnika

Należy do dekanatu Kostrzyn w diecezji zielonogórsko-gorzowskiej.